# Orator
Orator ist die lateinische Bezeichnung für den Redner. In der klassischen Rhetoriktheorie ist der Orator der Fachterminus für einen strategischen Kommunikator. Folglich ist nach Joachim Knape die rhetorische Praxis die „Beherrschung erfolgsorientierter strategischer Kommunikationsverfahren“. Der als Orator handelnde Mensch kommuniziert, um ein eigenes Anliegen bzw. Ziel (griechisch „Telos“) zu verwirklichen. Im Gegensatz zum Rhetor ist er nicht derjenige, der das (öffentliche) Reden beibringt, sondern es praktisch ausübt.
In den neueren Rhetorik- und Medientheorien ist die Instanz des Orators nicht mehr an einen einzelnen Menschen und nicht mehr an die mündliche Redesituation gebunden. Eine gesamte Zeitungsredaktion kann beispielsweise die Funktion eines Orators übernehmen. Der Orator wird also hier abstrahiert. Manche Wissenschaftler sprechen bei einem System von mehreren Beteiligten auch von einem Oratorkollektiv.